# Harold Meyssen
Harold Meyssen (Maaseik, 24 juli 1971) is een Belgische oud-profvoetballer. Hij speelde als middenvelder en stond bekend om zijn uitstekende traptechniek.

## Carrière
Meyssen is een jeugdproduct van K. Stokkem V.V., waar hij ontdekt werd door FC Luik. In 1988, op 17-jarige leeftijd, verhuisde hij naar tweedeklasser SK Tongeren, waar hij al snel in het eerste elftal debuteerde en drie seizoenen speelde. In het seizoen 1991-92 werd hij voor één seizoen uitgeleend aan STVV. Het daaropvolgende seizoen keerde hij terug naar Tongeren. In juli 1993 werd Meyssen getransfereerd naar Eendracht Aalst, dat toen in Tweede Klasse speelde. Onder trainer Jan Ceulemans promoveerde Aalst via de eindronde naar Eerste Klasse. Het daaropvolgende seizoen maakte Aalst furore in de hoogste afdeling en kwalificeerde zich zelfs voor de UEFA-Cup. Meyssen bleef zeven seizoenen bij Aalst tot hij in januari 2000 Aalst naar het Oostenrijkse Austria Salzburg vertrok. Het buitenlandse avontuur werd echter geen succes en zes maanden later keerde Meyssen al terug naar België, waar hij tekende voor Standard Luik. Bij Standard bleef hij drie seizoenen en vertrok in juli 2003 transfervrij naar het pas gepromoveerde Cercle Brugge. Cercle bleef in eerste en ook de daaropvolgende twee seizoenen was hij in groenzwart shirt te zien. Op het einde van het seizoen 2005-2006 verloor Meyssen zijn basisstek bij Cercle en vertrok op het einde van het seizoen naar tweedeklasser KV Oostende, waar hij een contract van twee seizoenen tekende. Omdat zijn zoon Yentl voor PSV Eindhoven ging spelen, verhuisde het gezin Meyssen in 2008 terug naar Limburg. Meyssen tekende bij derdeklasser KFC Racing Mol-Wezel. Op 30 december 2009 besliste Meyssen om met onmiddellijke ingang te stoppen met voetballen.

## Statistieken
| Seizoen | club            | competitie    | land       | wed. | goals |
| ------- | --------------- | ------------- | ---------- | ---- | ----- |
| 1988/89 | SK Tongeren     | Tweede Klasse | België     | 5    | 0     |
| 1989/90 | SK Tongeren     | Tweede Klasse | België     | 14   | 0     |
| 1990/91 | SK Tongeren     | Tweede Klasse | België     | 15   | 1     |
| 1991/92 | STVV            | Tweede Klasse | België     | 25   | 4     |
| 1992/93 | SK Tongeren     | Tweede Klasse | België     | 30   | 4     |
| 1993/94 | Eendracht Aalst | Tweede Klasse | België     | 26   | 1     |
| 1994/95 | Eendracht Aalst | Eerste Klasse | België     | 29   | 7     |
| 1995/96 | Eendracht Aalst | Eerste Klasse | België     | 32   | 9     |
| 1996/97 | Eendracht Aalst | Eerste Klasse | België     | 27   | 1     |
| 1997/98 | Eendracht Aalst | Eerste Klasse | België     | 31   | 11    |
| 1998/99 | Eendracht Aalst | Eerste Klasse | België     | 29   | 5     |
| 1999/00 | Eendracht Aalst | Eerste Klasse | België     | 17   | 6     |
| 1999/00 | Salzburg        | Eerste klasse | Oostenrijk | 13   | 1     |
| 2000/01 | Standard        | Eerste Klasse | België     | 31   | 3     |
| 2001/02 | Standard        | Eerste Klasse | België     | 31   | 3     |
| 2002/03 | Standard        | Eerste Klasse | België     | 18   | 3     |
| 2003/04 | Cercle Brugge   | Eerste Klasse | België     | 30   | 0     |
| 2004/05 | Cercle Brugge   | Eerste Klasse | België     | 29   | 4     |
| 2005/06 | Cercle Brugge   | Eerste Klasse | België     | 24   | 2     |
| 2006/07 | KV Oostende     | Tweede Klasse | België     | 28   | 3     |
| 2007/08 | KV Oostende     | Tweede Klasse | België     | 23   | 1     |
| 2008/09 | Mol-Wezel       | Derde Klasse  | België     | 22   | 5     |
| 2009/10 | Mol-Wezel       | Derde Klasse  | België     | -    | -     |

2024-2025 Trefpunt Maasmechelen 
( Futsal) 🇧🇪 